# Православие в Румынии
Православие в Румынии — основная христианская конфессия на территории Румынии, последователи которой составляют 81,9 % населения страны.

## Положение в обществе
В качестве государственной церкви представлена Румынская православная церковь. Около 3 млн последователей принадлежит к Румынской старостильной церкви.
На территории страны действует епархия Сербской православной церкви.